# Atletismo nos Jogos Pan-Americanos de 1951 - 200 m feminino
Os 200 metros rasos foram um dos eventos do atletismo nos Jogos Pan-Americanos de 1951, em Buenos Aires. A prova foi disputada no Estádio Monumental de Núñez entre os dias 27 de fevereiro e 8 de março.

## Medalhistas
| Ouro   | USA Jean Patton     |
| Prata  | USA Nell Jackson    |
| Bronze | CHI Adriana Millard |

### Final
| Pos.              | Atleta            | País               | Tempo  |
| ----------------- | ----------------- | ------------------ | ------ |
| Medalha de ouro   | Jean Patton       | USA Estados Unidos | 25.3 m |
| Medalha de prata  | Nell Jackson      | USA Estados Unidos | 25.7 m |
| Medalha de bronze | Adriana Millard   | CHI Chile          | 26.1 m |
| 4                 | Betty Kretschmer  | CHI Chile          | 26.7 m |
| 5                 | Cecilia Navarrete | COL Colômbia       | 26.9 m |
| 6                 | Dolores Dwyer     | USA Estados Unidos | 27.7 m |